# Sasha Cohen
Alexandra Pauline Cohen, detta Sasha (Los Angeles, 26 ottobre 1984), è un'ex pattinatrice artistica su ghiaccio statunitense.
Alta 158 centimetri, è dotata di grande agilità, suo punto di forza nelle esibizioni. Ha un carattere molto forte e ha cambiato spesso allenatore per sua volontà.

## Carriera
Partecipa ai suoi primi Campionati nazionali nel 1998 classificandosi sesta, l'anno seguente vince la medaglia d'argento nella categoria juniores, risultato bissato nel 2000 nella categoria senior e che replicherà nel 2002, nel 2004 e nel 2005, per poi vincere l'oro nel 2006.
Ai Giochi olimpici invernali del 2006 dopo un ottimo programma corto, nel lungo cade eseguendo un triplo lutz e sbaglia un triplo flip, errori che gli costeranno la prima posizione ma che non le impediranno di vincere l'argento.
Ai Campionati mondiali di Calgary chiude al terzo posto.
A fine stagione Cohen decide di sospendere le attività per poi ritornare ai campionati mondiali 2009 di Los Angeles con l'obiettivo di partecipare ai Giochi olimpici del 2010 ma ai campionati nazionali, propedeutici alla conquista della designazione olimpica, si classifica quarta restando fuori dalla squadra.
Ha scritto un'autobiografia dal titolo Fire on ice.

## Programmi

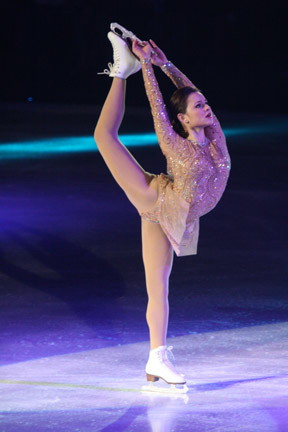
Cohen esegue una spirale Biellmann a Stars on Ice 2008.

| Stagione  | Programma corto                                                                   | Programma libero                                                                                               | Esibizione |
| --------- | --------------------------------------------------------------------------------- | --- | --- |
| 2009–10   | España Cañí di Pascual Marquina Narro coreografato da Lori Nichol                 | Moonlight Sonata di Ludwig van Beethoven coreografato da Nikolai Morozov                                       | Sick and Tired di Anastacia coreografato da Sasha Cohen Hallelujah di Leonard Cohen interpretato da Jeff Buckley coreografato da Sasha Cohen Mein Herr Soundtrack from Cabaret di Kander and Ebb coreografato da Sasha Cohen |
| 2008–09   | Non ha gareggiato in questa stagione                                              | Non ha gareggiato in questa stagione                                                                           | Sonata al chiaro di Luna di Ludwig van Beethoven coreografato da Nikolai MorozovDon't Stop the Music di Rihanna coreografato da Sasha Cohen I Could Not Ask for More di Sara Evans coreografato da Sasha CohenHard to Say I'm Sorry da Chicago interpretato da Peter Cetera coreografato da Sasha CohenBlue Christmas di Elvis Presley interpretato da Peter Cetera coreografato da Sasha Cohen |
| 2007–08   | Non ha gareggiato in questa stagione                                              | Non ha gareggiato in questa stagione                                                                           | What's Left of Me di Nick Lachey coreografato da Sasha CohenHurt di Christina Aguilera coreografato da Sasha Cohen |
| 2006–07   | Non ha gareggiato in questa stagione                                              | Non ha gareggiato in questa stagione                                                                           | Hurt di Christina Aguilera coreografato da Sasha CohenIt's So Hard To Say Goodbye di Boyz II Men coreografato da Sasha CohenAnytime, Anywhere di Sarah Brightman coreografato da Sasha Cohen |
| 2005–06   | Dark Eyes Russian folk song coreografato da Nikolai Morozov                       | Romeo e Giulietta Soundtrack from the 1968 movie di Nino Rota coreografato da David Wilson                     | God Bless America di Céline Dion coreografato da Sasha Cohen Don't Rain on My Parade di Barbra Streisand coreografato da John Nicks e Sasha Cohen |
| 2004–05   | Dark Eyes Russian folk song coreografato da Nikolai Morozov                       | Pas de deux from Lo schiaccianoci di Pëtr Il'ič Čajkovskij coreografato da Marina Zoueva e Igor Shpilband      | Don't Rain on My Parade di Barbra Streisand coreografato da John Nicks e Sasha Cohen |
| 2003–04   | Malagueña di Ernesto Lecuona coreografato da Tat'jana Tarasova                    | Swan Lake di Pëtr Il'ič Čajkovskij coreografato da Tat'jana Tarasova                                           | My Fair Lady Soundtrack from the 1964 movie di Frederick Loewe coreografato da Robin Wagner Romeo e Giulietta Soundtrack from the 1968 movie di Nino Rota coreografato da Tat'jana Tarasova |
| 2002–03   | Malagueña di Ernesto Lecuona coreografato da Tat'jana Tarasova e Nikolai Morozov  | Piano Concerto No. 2 di Sergey Rachmaninoff coreografato da Tat'jana Tarasova e Nikolai Morozov                | Romeo e Giulietta Soundtrack from the 1968 movie di Nino Rota coreografato da Tat'jana Tarasova One Day I'll Fly Away from Moulin Rouge! di Nicole Kidman coreografato da Sasha Cohen |
| 2001–02   | My Sweet and Tender Beast di Evgeni Doga coreografato da John Nicks e Sasha Cohen | Carmen di Georges Bizet coreografato da John Nicks e Sasha Cohen                                               | Hernando's Hideaway di Ella Fitzgerald coreografato da John Nicks e Sasha Cohen Aria di Heitor Villa-Lobos coreografato da John Nicks, Ekaterina Gordeeva e Sasha Cohen |
| 2000–01   | My Sweet and Tender Beast di Evgeni Doga coreografato da John Nicks e Sasha Cohen | Dark Eyes Russian folk song eseguito da the London Festival Orchestra coreografato da John Nicks e Sasha Cohen | Anytime, Anywhere di Sarah Brightman coreografato da John Nicks, Ekaterina Gordeeva e Sasha Cohen To Love You More di Céline Dion coreografato da John Nicks e Sasha Cohen |
| 1999–2000 | Baroque Selections di Antonio Vivaldi coreografato da John Nicks e Sasha Cohen    | Violin Concerto di Felix Mendelssohn coreografato da John Nicks e Sasha Cohen                                  | Madama Butterfly di Giacomo Puccini coreografato da John Nicks e Sasha Cohen |
| 1998-1999 | Piano Concerto No. 2 di Sergey Rachmaninoff                                       | | |

## Palmarès
| Evento                     | 1999-2000 | 2000-2001 | 2001-2002 | 2002-2003 | 2003-2004 | 2004-2005 | 2005-2006 | 2009-2010 |
| -------------------------- | --------- | --------- | --------- | --------- | --------- | --------- | --------- | --------- |
| Giochi olimpici invernali  |           |           | 4º        |           |           |           | 2º        |           |
| Campionati Mondiali        |           |           | 4º        | 4º        | 2º        | 2º        | 3º        |           |
| Campionati mondiali junior | 6º        |           |           |           |           |           |           |           |
| Campionati statunitensi    | 2º        | -         | 2º        | 3º        | 2º        | 2º        | 1º        | 4º        |
| GP Finale                  |           |           |           | 1º        | 2º        |           |           |           |
| GP Skate America           |           |           | 5º        |           | 1º        |           |           | -         |
| GP Skate Canada            |           |           |           | 1º        | 1º        |           |           |           |
| GP Trofeo Eric Bompard     |           |           | 3º        | 1º        | 1º        |           | 2º        | -         |
| GP Coppa di Russia         |           | 4º        |           | 2º        |           |           |           |           |
| GP Sparkassen              |           | 5º        |           |           |           |           |           |           |
| Finlandia Trophy           |           |           | 1º        |           |           |           |           |           |
| Goodwill Games             |           |           | 4º        |           |           |           |           |           |

## Risultati

### Post-2001

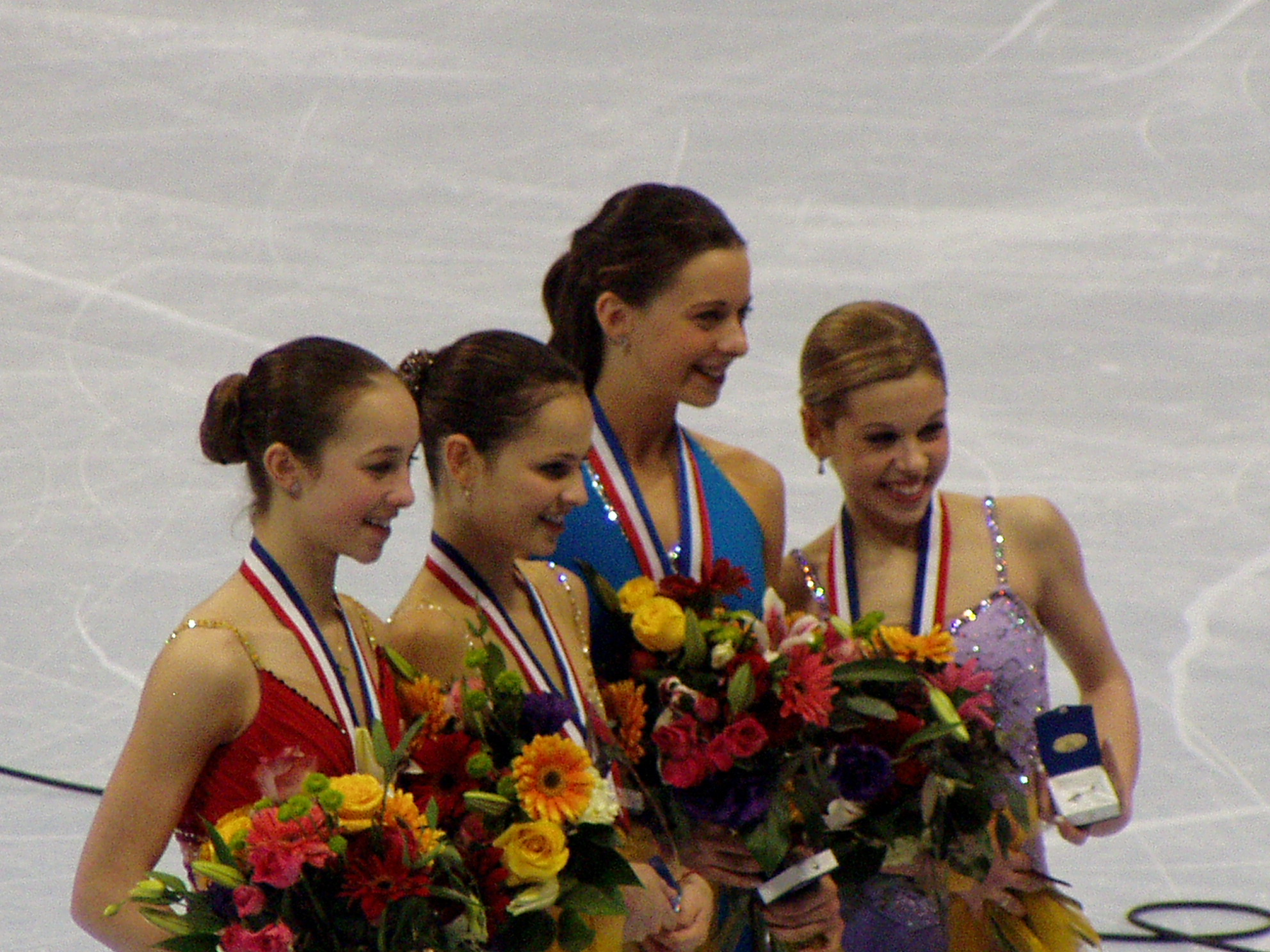
Cohen sul podio dei Nazionali statunitensi 2006.

| stagione 2009–2010            |                                                 |         |         |          |           |
| Data                          | Evento                                          | QR      | SP      | FS       | Risultato |
| Gennaio 14 – 24, 2010         | 2010 United States Figure Skating Championships | –       | 2 69.63 | 4 104.65 | 4 174.28  |
| stagione 2005-2006            |                                                 |         |         |          |           |
| Data                          | Evento                                          | QR      | SP      | FS       | Risultato |
| Marzo 21 – 23, 2006           | 2006 ISU World Figure Skating Championships     | 3 27.59 | 1 66.62 | 4 114.67 | 3 181.29  |
| Febbraio 21 – 23, 2006        | Giochi olimpici 2006                            | –       | 1 66.73 | 2 116.63 | 2 183.36  |
| Gennaio 7 – 15, 2006          | 2006 United States Figure Skating Championships | –       | 1 65.15 | 1 134.03 | 1 199.18  |
| Novembre 17 – 20, 2005        | 2005 ISU Grand Prix Trophée Eric Bompard        | –       | 2 60.96 | 2 114.16 | 2 175.12  |
| stagione 2004-2005            |                                                 |         |         |          |           |
| Data                          | Evento                                          | QR      | SP      | FS       | Risultato |
| Marzo 21 – 23, 2005           | 2005 ISU World Figure Skating Championships     | 1 28.41 | 2 61.37 | 2 124.61 | 2 185.98  |
| Gennaio 9 – 16, 2005          | 2005 United States Figure Skating Championships | –       | 2       | 2        | 2 3.0     |
| stagione 2003-2004            |                                                 |         |         |          |           |
| Data                          | Evento                                          | QR      | SP      | FS       | Risultato |
| Marzo 21 – 23, 2004           | 2004 ISU World Figure Skating Championships     | 1       | 1       | 3        | 2 4.0     |
| Gennaio 9 – 16, 2004          | 2004 United States Figure Skating Championships | –       | 1       | 2        | 2 2.5     |
| Dicembre 11 – 14, 2003        | 2003–2004 ISU Grand Prix Final                  | –       | 2 60.80 | 2 116.68 | 2 177.48  |
| Novembre 13 – 16, 2003        | 2003 ISU Grand Prix Trophée Lalique             | –       | 1 69.38 | 1 127.81 | 1 197.19  |
| Ottobre 28 – 31, 2003         | 2003 ISU Grand Prix Skate Canada                | –       | 1 71.12 | 1 126.48 | 1 197.60  |
| Ottobre 23 – 26, 2003         | 2003 ISU Grand Prix Skate America               | –       | 1 66.46 | 1 130.89 | 1 197.35  |
| stagione 2002-2003            |                                                 |         |         |          |           |
| Data                          | Evento                                          | QR      | SP      | FS       | Risultato |
| Marzo 24 – 30, 2003           | 2003 ISU World Figure Skating Championships     | 3       | 5       | 3        | 4 7.2     |
| Febbraio 28 – March 2, 2003   | 2002–2003 ISU Grand Prix Final                  | 1 (SP)  | 2 (FS1) | 1 (FS2)  | 1 2.6     |
| Gennaio 12 – 19, 2003         | 2003 United States Figure Skating Championships | –       | 3       | 2        | 2         |
| Novembre 22 – 24, 2002        | 2002 ISU Grand Prix Cup of Russia               | –       | 2       | 2        | 2 3.0     |
| Novembre 14 – 17, 2002        | 2002 ISU Grand Prix Trophée Lalique             | –       | 2       | 1        | 1 2.0     |
| Ottobre 31 – November 3, 2002 | 2002 ISU Grand Prix Skate Canada                | –       | 1       | 1        | 1 1.5     |
| stagione 2001-2002            |                                                 |         |         |          |           |
| Data                          | Evento                                          | QR      | SP      | FS       | Risultato |
| Marzo 16 – 24, 2002           | 2002 ISU World Figure Skating Championships     | 2       | 5       | 4        | 4         |
| Febbraio 21 – 23, 2002        | Giochi olimpici 2002                            | –       | 3       | 4        | 4 5.5     |
| Gennaio 6 – 13, 2002          | 2002 United States Figure Skating Championships | –       | 2       | 2        | 2 3.0     |
| Novembre 15 – 18, 2001        | 2001 ISU Grand Prix Trophée Lalique             | –       | 3       | 3        | 3 4.0     |
| Ottobre 24 – 28, 2001         | 2001 ISU Grand Prix Skate America               | –       | 4       | 5        | 4 7.0     |

### 2001 e prima del 2011
- 2001: Goodwill Games – 4º; Finlandia Trophy – 1º
- 2000: U.S. Championships – 2º; World Junior Championships – 6º; Cup of Russia – 4º
- 1999: U.S. Championships, Junior – 2º

## Doppiatrici italiane
- Federica De Bortoli in CSI: NY